# Liste der denkmalgeschützten Objekte in Innsbruck-Wilten
Die Liste der denkmalgeschützten Objekte in Innsbruck-Wilten enthält die 102 denkmalgeschützten, unbeweglichen Objekte der Innsbrucker Katastralgemeinde Wilten.

## Denkmäler
| Foto  |                 | Denkmal | Standort                                             | Beschreibung | Metadaten |
| ----- | --------------- | --- | ---------------------------------------------------- | --- | --- |
| ja BW | Datei hochladen | Wohn- und Geschäftshaus HERIS-ID: 56021 Objekt-ID: 64969 TKK: 67079                                                             | Adamgasse 9 Standort KG: Wilten                      | | BDA-Hist.: Q38069551 Status: Bescheid Stand der BDA-Liste: 2025-06-30 Name: Wohn- und Geschäftshaus GstNr.: 40/3 Adamgasse 9, Innsbruck |
| ja BW | Datei hochladen | Ansitz Windegg (Palais Stachelburg) HERIS-ID: 39660 Objekt-ID: 39433 TKK: 67089                                                 | Adamgasse 23 Standort KG: Wilten                     | Der Ansitz aus dem 16. Jahrhundert mit zwei Eckerkern wurde um 1730 zum barocken Palais erweitert und um 1930 aufgestockt. Die elfachsige Fassade ist mit einem Mittelrisalit, Pilastern und Lisenen gegliedert. Im zweiten Obergeschoß befinden sich acht Räume, darunter die ehemalige Hauskapelle, mit barocken Stuckdecken aus der Zeit zwischen 1730 und 1750. | BDA-Hist.: Q37990281 Status: Bescheid Stand der BDA-Liste: 2025-06-30 Name: Ansitz Windegg (Palais Stachelburg) GstNr.: 13/2 Ansitz Windegg, Innsbruck |
| ja    | Datei hochladen | Ehem. Karmelitinnenkirche hl. Josef HERIS-ID: 56026 Objekt-ID: 64976 TKK: 7806                                                  | bei Adamgasse 25 Standort KG: Wilten                 | Das Karmelitinnenkloster wurde 1846 gegründet, 1850 wurde die Klosterkirche geweiht. Nach dem Umzug der Schwestern in einen Neubau oberhalb von Mühlau wurde das Kloster abgebrochen, während die Kirche erhalten blieb. Die schlichte, einschiffige, zweijochige Kirche mit schlankem Dachreiter weist im Inneren ein Platzlgewölbe im Langhaus und ein Tonnengewölbe im Chor auf. Nach Zerstörungen im Zweiten Weltkrieg wurde die Inneneinrichtung um 1957 neu geschaffen. Das monumentale Altarfresko mit den hll. Josef, Franz von Assisi und Teresia stammt von Hans Andre, die Teppiche von Paula Ptaczek, der Volksaltar von Clemens Holzmeister. | BDA-Hist.: Q38069593 Status: Bescheid Stand der BDA-Liste: 2025-06-30 Name: Ehem. Karmelitinnenkirche hl. Josef GstNr.: 1/1 Former Carmelite church, Innsbruck |
| ja BW | Datei hochladen | Wohn- und Geschäftshaus HERIS-ID: 44867 Objekt-ID: 45750 TKK: 67121                                                             | Andreas-Hofer-Straße 30 Standort KG: Wilten          | Das viergeschoßige Eckhaus wurde 1897 errichtet. An der abgeschrägten Ecke befindet sich der Eingang zur Apotheke, darüber ein attikabekrönter Eckerker. Die an die Ecke anschließenden Achsen sind als Risalite ausgebildet. Die Fassade ist mit Ortsteinquadern, Pilastern und Gesimsen gegliedert, die Fenster weisen geometrische Brüstungen und gebrochene Segmentbogengiebel bzw. Konsolgesimse und Gebälkbekrönungen auf. | BDA-Hist.: Q38011462 Status: Bescheid Stand der BDA-Liste: 2025-06-30 Name: Wohn- und Geschäftshaus GstNr.: 851 |
| ja    | Datei hochladen | Prähistorische Heiligtümer und Höhensiedlung am Bergisel HERIS-ID: 111709 Objekt-ID: 129704 TKK:                                | Bergisel Standort KG: Wilten                         | Der Bergisel war bereits in prähistorischer Zeit Siedlungs- und Kultplatz. Die ältesten Spuren sind die Pfostenlöcher eines Hauses aus der Jungsteinzeit. Am Westhang wurde eine Wall- und Grabenanlage entdeckt, auf dem Plateau mehrere Brandopferplätze aus der Eisenzeit. Aus dem sogenannten Schatzhaus wurden Keramikfragmente, verschmolzene Bronzeblechgefäße, Schmuckgegenstände, Ackergeräte und keltische Goldmünzen geborgen. Anmerkung: Koordinaten grundstücksgenau | BDA-Hist.: Q37826191 Status: Bescheid Stand der BDA-Liste: 2025-06-30 Name: Prähistorische Heiligtümer und Höhensiedlung am Bergisel GstNr.: 1322/1, 1322/4 |
| ja    | Datei hochladen | Gedächtniskapelle für 1809 HERIS-ID: 39662 Objekt-ID: 39435 TKK: 67718                                                          | Bergisel Standort KG: Wilten                         | Die Kapelle wurde 1849 zum Gedenken an den Tiroler Volksaufstand 1809 errichtet. Der rechteckige Nischenbildstock mit Satteldach ist durch Putzfaschen und ein Rundbogenfries gegliedert. Der Eingang ist mit einem Eisengitter abgeschlossen. An der Rückwand des kreuzgewölbten Innenraums befindet sich ein Gipsrelief mit einer Pietà. | BDA-Hist.: Q37990305 Status: Bescheid Stand der BDA-Liste: 2025-06-30 Name: Gedächtniskapelle für 1809 GstNr.: 1306/2 |
| ja    | Datei hochladen | Aussichtspavillon/Gloriette HERIS-ID: 39673 Objekt-ID: 39446 TKK: 67712seit 2012                                                | bei Bergisel 1 Standort KG: Wilten                   | Der Pavillon wurde um 1838 aus Holz im Zentrum des Bergiselplateaus errichtet, um 1846 durch einen Eisenbau ersetzt und 1880 nach Plänen von Johann Wunibald Deininger an den heutigen Standort am nordöstlichsten Punkt des Plateaus versetzt. Der achteckige Pavillon wird von einer flachen Kuppel bedeckt, die von acht gusseisernen Säulen getragen wird. | BDA-Hist.: Q37990432 Status: Bescheid Stand der BDA-Liste: 2025-06-30 Name: Aussichtspavillon/Gloriette GstNr.: 1305 Gloriette, Bergisel |
| ja    | Datei hochladen | Kaiserjägermuseum HERIS-ID: 39668 Objekt-ID: 39441 TKK: 23578                                                                   | Bergisel 1 Standort KG: Wilten                       | Das vor 1848 von Josef Mayr sen. erbaute eingeschoßige Gebäude mit Casino und Kantine wurde 1880 durch Josef Mayr jun. aufgestockt und in ein Museum für die Kaiserjäger umgebaut. Das Biedermeiergebäude mit Mittelrisalit und Walmdach wird von einem Dreiecksgiebel mit Uhr bekrönt. 1959 wurde die bestehende Ehrenhalle erweitert und nach Plänen von Hubert und Manfred Prachensky zur Kapelle „Unserer Hohen Frau von Tirol“ mit komplett verglaster Nordseite umgebaut. | BDA-Hist.: Q2436218 Status: Bescheid Stand der BDA-Liste: 2025-06-30 Name: Kaiserjägermuseum GstNr.: 1303 Tiroler Kaiserjägermuseum |
| ja    | Datei hochladen | Erinnerungstafel HERIS-ID: 39667 Objekt-ID: 39440 TKK:                                                                          | Bergisel 2, in der Nähe Standort KG: Wilten          | Die bronzegegossene Gedenktafel an einem Steinsockel mit der Geschichte des Bergisel von 1809 bis 1930 wurde von Hans Wirtenberger entworfen. | BDA-Hist.: Q37990368 Status: Bescheid Stand der BDA-Liste: 2025-06-30 Name: Erinnerungstafel GstNr.: 1306/2 |
| ja    | Datei hochladen | Pyramide HERIS-ID: 39671 Objekt-ID: 39444 TKK: 67725                                                                            | Bergisel 2, in der Nähe Standort KG: Wilten          | Die Pyramide ist eine obeliskförmige Steinstele mit Gefalleneninschriften der Kaiserjäger, sie wurde um 1909 am Bergisel aufgestellt. | BDA-Hist.: Q37990406 Status: Bescheid Stand der BDA-Liste: 2025-06-30 Name: Pyramide GstNr.: 1306/2 Pyramide Bergisel |
| ja    | Datei hochladen | 5 Schießstände HERIS-ID: 39663 Objekt-ID: 39436 TKK: 67726                                                                      | Bergisel 3, in der Nähe Standort KG: Wilten          | Die fünf gleichartigen Schießstände wurden um 1893 im Stil gründerzeitlicher Gartenhäuser aus Holz errichtet. Das Schleierwerk im Giebel und die durchbrochenen Holzbalustraden entstanden als Aussägearbeiten. | BDA-Hist.: Q37990319 Status: Bescheid Stand der BDA-Liste: 2025-06-30 Name: 5 Schießstände GstNr.: 1306/2 |
| ja    | Datei hochladen | 4 Steinreliefs des Bozner Kaiserjägerdenkmals HERIS-ID: 39664 Objekt-ID: 39437 TKK:                                             | Bergisel 3, in der Nähe Standort KG: Wilten          | 1917/18 wurde an der Talferbrücke in Bozen mit dem Bau eines Denkmals für die gefallenen Kaiserjäger des in Bozen stationierten 2. k.u.k. Tiroler Jäger-Regiments nach Entwurf von Karl Ernstberger begonnen. Das unvollendete Denkmal wurde 1927 zerstört und daneben das faschistische Siegesdenkmal errichtet. Vier von Franz Ehrenhöfer gestaltete Reliefs von den Wandflächen der Unterbauarkaden mit den Motiven Soldatengebet, Soldatenleid, Soldatentreue und Soldatenlied konnten 1930 sichergestellt werden. Sie wurden 1941 nach Innsbruck überführt und 1951 entlang der Schießstandallee am Bergisel aufgestellt. | BDA-Hist.: Q37990330 Status: Bescheid Stand der BDA-Liste: 2025-06-30 Name: 4 Steinreliefs des Bozner Kaiserjägerdenkmals GstNr.: 1306/2 Reliefs of Kaiserjägerdenkmal Bozen |
| ja    | Datei hochladen | Statue Kaiser Franz Josef I. HERIS-ID: 39665 Objekt-ID: 39438 TKK: 67717                                                        | Bergisel 3, in der Nähe Standort KG: Wilten          | Das Bronzestandbild auf einem Steinsockel stellt Kaiser Franz Joseph I. in Uniform dar. Die Statue befand sich ursprünglich im Hof der Innsbrucker Kadettenschule und wurde 1930 auf dem Bergisel aufgestellt. | BDA-Hist.: Q37990343 Status: Bescheid Stand der BDA-Liste: 2025-06-30 Name: Statue Kaiser Franz Josef I. GstNr.: 1306/2 Franz Joseph I. monument, Bergisel |
| ja    | Datei hochladen | Büste Kaiser Karl I. HERIS-ID: 39666 Objekt-ID: 39439 TKK: 67716                                                                | Bergisel 3, in der Nähe Standort KG: Wilten          | Die Bronzebüste Kaiser Karls I. auf einem rotmarmornen hohen Sockel wurde 1937 am Bergisel aufgestellt. Die Büste ist mit einem Lorbeerzweig verziert. | BDA-Hist.: Q37990355 Status: Bescheid Stand der BDA-Liste: 2025-06-30 Name: Büste Kaiser Karl I. GstNr.: 1306/2 Karl I. monument, Bergisel |
| ja    | Datei hochladen | Andreas-Hofer-Denkmal HERIS-ID: 39669 Objekt-ID: 39442 TKK: 67709                                                               | bei Bergisel 3 Standort KG: Wilten                   | Das Denkmal für Andreas Hofer auf dem Bergisel wurde 1889 bis 1892 nach einem Entwurf von Heinrich Natter errichtet. Die überlebensgroße Bronzestatue, die Hofer als entschlossenen Kommandanten mit breitkrempigem Hut und Fahne in der Hand darstellt, steht auf einem Sockel aus Bozner Porphyr. | BDA-Hist.: Q20816867 Status: Bescheid Stand der BDA-Liste: 2025-06-30 Name: Andreas Hofer-Denkmal GstNr.: 1300 Andreas Hofer monument, Bergisel |
| ja    | Datei hochladen | 2 Obelisken HERIS-ID: 39670 Objekt-ID: 39443 TKK: 67723                                                                         | Bergisel 3, in der Nähe Standort KG: Wilten          | Die beiden Obelisken mit Gefalleneninschriften wurden 1859 am Bergisel errichtet. | BDA-Hist.: Q37990391 Status: Bescheid Stand der BDA-Liste: 2025-06-30 Name: 2 Obelisken GstNr.: 1306/2 |
| ja    | Datei hochladen | Kreuzkapelle mit Ehrenmal HERIS-ID: 39672 Objekt-ID: 39445 TKK: 67720                                                           | bei Bergisel 3 Standort KG: Wilten                   | Die Kapelle wurde 1912 nach Plänen von Hans Menardi erbaut. Das Deckenfresko wurde 1916 von Emanuel Raffeiner, das Bronzerelief zu Ehren der Kaiserjäger an der Rückseite der Kapelle 1918 von Hans Piffrader geschaffen. Im Inneren befindet sich ein monumentales Holzkruzifix von Josef Bachlechner dem Älteren von 1909, das einem Kreuz nachgebildet sein soll, das von den Tiroler Freiheitskämpfern 1797/1809 im Kampf vorangetragen wurde. | BDA-Hist.: Q37990420 Status: Bescheid Stand der BDA-Liste: 2025-06-30 Name: Kreuzkapelle mit Ehrenmal GstNr.: 1306/2 Kreuzkapelle, Bergisel |
| ja    | Datei hochladen | Urichhaus HERIS-ID: 39661 Objekt-ID: 39434 TKK: 67714                                                                           | Bergisel 3 Standort KG: Wilten                       | Das Gebäude wurde 1893–1895 nach Plänen von Eduard Klingler als Kasino und Verwaltungsgebäude der Kaiserjägeroffiziere errichtet und wird seit 1920 vom Alt-Kaiserjäger-Klub genutzt. Das langgestreckte, zweigeschoßige Gebäude wird im Obergeschoß von einem Balkon umgeben und weist eine hölzerne Stützkonstruktion auf, die eine reiche Verstrebung über einem Rundbogen, einen Krüppelwalmgiebel an der Ostseite und einen geknickten Giebel an der Nordseite trägt. Im Obergeschoß befindet sich ein ins Dachgeschoß reichender Saal mit aufwändiger Holzdecke und hölzerner Musikgalerie. Das holzvertäfelte Klubzimmer mit Kassettendecke weist ein 1914 geschaffenes Deckenbild von Raphael Thaler auf. | BDA-Hist.: Q37990292 Status: Bescheid Stand der BDA-Liste: 2025-06-30 Name: Urichhaus GstNr.: 1298 Urichhaus |
| ja    | Datei hochladen | Aufnahmsgebäude Innsbruck Westbahnhof HERIS-ID: 59248 Objekt-ID: 70343 TKK: 68029                                               | Egger-Lienz-Straße 1 Standort KG: Wilten             | Das Aufnahmsgebäude des Innsbrucker Westbahnhofes ist ein zweigeschoßiges Gebäude mit repräsentativer Putzfassade, wie sie für städtische Bahnhöfe Ende des 19. Jahrhunderts typisch war. | BDA-Hist.: Q106840659 Status: Bescheid Stand der BDA-Liste: 2025-06-30 Name: Aufnahmsgebäude Innsbruck Westbahnhof GstNr.: 1923 Aufnahmsgebäude Innsbruck Westbahnhof |
| ja    | Datei hochladen | Egger-Lienz-Gedächtniskapelle HERIS-ID: 39675 Objekt-ID: 39448 TKK: 68049                                                       | gegenüber Egger-Lienz-Straße 5a Standort KG: Wilten  | Der um 1800 an anderer Stelle errichtete Kapellenbildstock wurde 1981 im Zuge der Verbreiterung des Südrings abgetragen und in gleicher Form an der heutigen Stelle neu errichtet. Die gemalte Kreuzigungsgruppe im Inneren und die Gittertür wurden aus der alten Kapelle übertragen. | BDA-Hist.: Q37990450 Status: § 2a Stand der BDA-Liste: 2025-06-30 Name: Egger-Lienz-Gedächtniskapelle GstNr.: 1073 Kreuzkapelle Egger-Lienz-Straße |
| ja    | Datei hochladen | Tierschutzbrunnen im Beselepark HERIS-ID: 83768 Objekt-ID: 97814 TKK: 68048                                                     | gegenüber Egger-Lienz-Straße 5a Standort KG: Wilten  | Der Brunnen wurde 1911 auf Initiative des Innsbrucker Tierschutzvereins im Kirschental in Mariahilf aufgestellt und diente als Tränke für die zum Warentransport in der Stadt verwendeten Nutztiere. Der Brunnen aus Kunstsandstein hat drei Wasserschalen in unterschiedlicher Höhe: Im Sockelbereich eine flache Schale für Hunde, im unteren Drittel eine runde Schale für Pferde und auf der muschelbekrönten, kannelierten Brunnensäule mit Widmungsinschrift eine Schale für Vögel. | BDA-Hist.: Q38181364 Status: § 2a Stand der BDA-Liste: 2025-06-30 Name: Tierschutzbrunnen im Beselepark GstNr.: 1071 |
| ja    | Datei hochladen | Kath. Pfarrkirche Wilten West/Hl. Familie HERIS-ID: 83753 Objekt-ID: 97797 TKK: 68041                                           | Egger-Lienz-Straße 50 Standort KG: Wilten            | Die Pfarrkirche Wilten-West wurde 1955–1957 nach Plänen von Martin Eichberger errichtet. Die Hauptfassade des einfachen Rechteckbaus weist über die ganze Höhe eine breite Verglasung in einem Stahlbetonraster auf. Der schlanke Turm steht frei an der Südwestecke und ist mit der Kirche durch eine verglaste Brücke im ersten Turmobergeschoß verbunden. Die Innenausstattung wurde zwischen 1968 und 1976 von Ilse Glaninger-Balzar geschaffen. | BDA-Hist.: Q38181296 Status: § 2a Stand der BDA-Liste: 2025-06-30 Name: Kath. Pfarrkirche Wilten West/Hl. Familie GstNr.: 1054/1 Pfarrkirche hl. Familie, Wilten-West |
| BW    | Datei hochladen | Wandbild „Natur“ HERIS-ID: 110346 Objekt-ID: 128042                                                                             | Egger-Lienz-Straße 116 Standort KG: Wilten           | | BDA-Hist.: Q37818254 Status: § 2a Stand der BDA-Liste: 2025-06-30 Name: Wandbild „Natur“ GstNr.: 1136/2 |
| ja    | Datei hochladen | Kruzifix HERIS-ID: 108444 Objekt-ID: 125892 TKK: 68053                                                                          | bei Franz-Fischer-Straße 1 Standort KG: Wilten       | Das Wegkreuz mit Satteldach, einzeiligem Titulus und gefasstem Corpus im Dreinageltypus stammt aus dem 18. Jahrhundert. | BDA-Hist.: Q37812863 Status: § 2a Stand der BDA-Liste: 2025-06-30 Name: Kruzifix GstNr.: 1773 |
| ja    | Datei hochladen | Kindergarten Wilten West und Volksschule Franz-Fischer-Straße HERIS-ID: 83998 Objekt-ID: 98058 TKK: 68083                       | Franz-Fischer-Straße 38 Standort KG: Wilten          | Das viergeschoßige, mehrflügelige Gebäude wurde 1901 von der Gemeinde Wilten nach Plänen von Max Haas in barockisierenden Formen als Volksschule (mit getrennten Eingängen für Knaben und Mädchen) errichtet. Nach schweren Bombenschäden im Zweiten Weltkrieg wurde es nur der Grundform folgend wieder aufgebaut. Die Fassaden sind durch Sohlbankgesimse und ein profiliertes Dachgesims gegliedert. Die Fenster verfügen über einfache, im Putz vertiefte Rahmungen, die im Erdgeschoß segmentbogig ausgebildet sind. In den Außenachsen befinden sich breite, segmentbogige Portal- und Fensteröffnungen mit steinernen Gewänden. Über den Portalen erheben sich eingeschoßige Breiterker mit Walmdächern. Im Foyer des Kindergartens befinden sich zwei unregelmäßig konturierte Bildfelder mit Märchendarstellungen von Heinz Thaler. | BDA-Hist.: Q38181876 Status: § 2a Stand der BDA-Liste: 2025-06-30 Name: Kindergarten Wilten West und Volksschule Franz-Fischer-Strasse GstNr.: 1043 Volksschule Fischerstraße, Innsbruck |
| ja    | Datei hochladen | Westfriedhof HERIS-ID: 39674 Objekt-ID: 39447 TKK: 68117                                                                        | Fritz-Pregl-Straße 2 Standort KG: Wilten             | Der Friedhof wurde 1856 als Ersatz für den alten Stadtfriedhof angelegt und mehrmals erweitert. Der ältere Teil im Norden ist auf allen Seiten von einem Arkadengang umgeben, der mit einem Freskenzyklus im Nazarener-Stil von Franz Plattner, August von Wörndle, Georg Mader und Mathias Schmid geschmückt ist. Die Kapelle zwischen den beiden Bereichen wurde 1856 erbaut und 1926–1927 unter Beibehaltung der Vorhalle durch einen Neubau ersetzt. Die Gewölbe der Vorhalle wurden 1862–1864 und ab 1871 von Franz Plattner mit Öltemperagemälden versehen. Auf dem Friedhof befinden sich zahlreiche bedeutende Grabmäler, die unter anderem von Dominikus Trenkwalder, Edmund Klotz oder Heinrich Natter geschaffen wurden. | BDA-Hist.: Q25815134 Status: § 2a Stand der BDA-Liste: 2025-06-30 Name: Westfriedhof GstNr.: 1060, 1061, 1066, 1068, 1069, 1843/2, 1843/1 Westfriedhof, Innsbruck |
| ja    | Datei hochladen | Friedhof israelitisch HERIS-ID: 109113 Objekt-ID: 126700 TKK: 68116                                                             | Fritz-Pregl-Straße 2 Standort KG: Wilten             | Der jüdische Teil des Westfriedhofs wurde 1864 als Ersatz für den alten Friedhof am Judenbühel angelegt und 1981 wegen eines Straßenbaus verkleinert. Die drei Grabfelder schließen sich, durch eine Mauer getrennt, im Süden an den katholischen Friedhofsteil an. | BDA-Hist.: Q64485570 Status: § 2a Stand der BDA-Liste: 2025-06-30 Name: Friedhof israelitisch GstNr.: 1068 Westfriedhof, Innsbruck - Jewish cemetery |
| ja    | Datei hochladen | Hormayr’sches Grabmal, Nordarkade Nr. 147 HERIS-ID: 39676 Objekt-ID: 39449 TKK:                                                 | bei Fritz-Pregl-Straße 2 Standort KG: Wilten         | Das Grabmal für Josef Freiherr von Hormayr (1705–1779), Kanzler von Tirol, wurde von Urban Klieber für den alten städtischen Friedhof geschaffen und nach dessen Auflassung auf den Westfriedhof übertragen. Das Denkmal im Zopfstil zeigt einen Sarkophag mit Putto und Vase und oben einen Putto mit dem Familienwappen in einem Lorbeerkranz. | BDA-Hist.: Q37990461 Status: Bescheid Stand der BDA-Liste: 2025-06-30 Name: Hormayr'sches Grabmal, Nordarkade Nr. 147 GstNr.: 1060 Westfriedhof, Innsbruck - Hormayr grave |
| ja BW | Datei hochladen | Bürgerhaus mit Garteneinfriedung HERIS-ID: 83422 Objekt-ID: 97302 TKK: 68028seit 2013                                           | Glasmalereistraße 8 Standort KG: Wilten              | | BDA-Hist.: Q38180597 Status: Bescheid Stand der BDA-Liste: 2025-06-30 Name: Bürgerhaus mit Garteneinfriedung GstNr.: 113/1, 114 |
| ja BW | Datei hochladen | Ehem. Knabenvolksschule HERIS-ID: 84188 Objekt-ID: 98274 TKK: 68260                                                             | Haspingerstraße 5 Standort KG: Wilten                | Das Gebäude wurde 1913/1914 nach Plänen von Stephan Riedmann als Knabenvolksschule erbaut und wird heute von der Bundesbildungsanstalt für Elementarpädagogik genutzt. Der Zugang erfolgt durch eine eingebaute Freitreppe in romanisierenden Formen. Die asymmetrisch gegliederte Fassade weist mehrere Reliefs von Andreas Hinterholzer auf, die unter anderem den Struwwelpeter, lernende Knaben, phantastische Tierfiguren sowie die Wappen von Innsbruck und Wilten zeigen. | BDA-Hist.: Q38182200 Status: § 2a Stand der BDA-Liste: 2025-06-30 Name: Ehem. Knabenvolksschule GstNr.: 1915 Bundesbildungsanstalt für Elementarpädagogik Innsbruck |
| ja    | Datei hochladen | Vicus Veldidena, römische Gebäude (Riese Haymon) HERIS-ID: 46414 Objekt-ID: 48414 TKK: seit 2013                                | Haymongasse 4c Standort KG: Wilten                   | Im Zuge von Bauarbeiten wurden 1992–1997 Reste eines Gebäudes der römischen Siedlung Veldidena ausgegraben, dessen Grundriss am Boden gekennzeichnet wurde. Es handelt sich um ein größeres römisches Gebäude mit Gewerbeareal, das vermutlich im 3. Jahrhundert errichtet wurde. | BDA-Hist.: Q877413 Status: Bescheid Stand der BDA-Liste: 2025-06-30 Name: Vicus Veldidena, römische Gebäude (Riese Haymon) GstNr.: 732 Veldidena |
| ja BW | Datei hochladen | Gasthaus zum Riesen Haymon (ehem. Ansitz Augenweidstein) HERIS-ID: 39677 Objekt-ID: 39450 TKK: 68274                            | Haymongasse 4 Standort KG: Wilten                    | Der hochbarocke Ansitz entstand 1679 durch Erweiterung eines aus dem 15. Jahrhundert stammenden Bauernhofes, der möglicherweise auf Vorgängerbauten aus dem 12. und 13. Jahrhundert zurückgeht. 1803 wurde er um ein Geschoß erhöht und 1840 in den Gasthof „Zum Riesen Haymon“ umgewandelt. Es handelt sich um einen freistehenden, langgestreckten, viergeschoßigen Bau mit zwei breiten, gegen Westen vorspringenden Flügeln. Die Fassade aus dem 19. Jahrhundert ist abgesehen vom Barockportal schlicht gestaltet und wurde 1956 mit Malereien von Raimund Wörle versehen. | BDA-Hist.: Q37990473 Status: Bescheid Stand der BDA-Liste: 2025-06-30 Name: Gasthaus zum Riesen Haymon (ehem. Ansitz Augenweidstein) GstNr.: 732 Traditionsgasthaus Riese Haymon |
| ja    | Datei hochladen | Bildstock HERIS-ID: 84688 Objekt-ID: 98829 TKK: 68294                                                                           | südlich Hohlweg 2 Standort KG: Wilten                | Der breite, gemauerte Nischenbildstock mit flachem Satteldach wurde um 1800 errichtet. In der korbbogigen, bis zum Boden herabgezogenen Nische befindet sich ein etwa lebensgroßes Kruzifix mit zweizeiligem Titulus. | BDA-Hist.: Q38183640 Status: § 2a Stand der BDA-Liste: 2025-06-30 Name: Bildstock GstNr.: 1784 |
| ja    | Datei hochladen | Trafostation HERIS-ID: 108842 Objekt-ID: 126374 TKK: 68306                                                                      | Kaiserschützenplatz Standort KG: Wilten              | Die Trafostation über rechteckigen Grundriss stammt aus dem ersten Viertel des 20. Jahrhunderts. An den eingezogenen Schmalseiten befinden sich hochovale Fenster, an den Breitseiten querrechteckige Fenster mit geohrter Faschenrahmung Das weit auskragende Walmdach ist von einem mittigen, gemauerten Attikaaufsatz mit Walmdach und hochrechteckigen Fenstern überhöht. | BDA-Hist.: Q37813656 Status: § 2a Stand der BDA-Liste: 2025-06-30 Name: Trafostation GstNr.: 1774/2 Trafostation Kaiserschützenplatz |
| ja    | Datei hochladen | Hammerlvilla und ehem. Spielwarenfabrik HERIS-ID: 85868 TKK: 68310, 144119seit 2022                                             | Karmelitergasse 12 Standort KG: Wilten               | Die Spielwarenfabrik Hammerl mit Unternehmervilla wurde 1888–1891 für den Drechslermeister Gabriel Hammerl von Anton Fritz nach Plänen von Max von Loos erbaut. Die ehemalige Fabrik mit Fertigungsgebäude und Ausstellungsteil über L-förmigem Grundriss weist im Osten und Südwesten leicht erhöhte Ecktürme auf. Der Baukörper, der durch einen nicht behobenen Bombenschaden des Zweiten Weltkriegs in zwei Teile getrennt ist, ist mit Malereien, Breccieverkleidungen an den Ecken, Türen und Scheinbögen sowie Holztreppen gegliedert. Die zweigeschoßige Villa aus Stein, Holz und Fachwerk im Stil des Historismus weist den Charakter eines ländlichen Edelsitzes auf. Die Fassaden sind durch Einsprünge, Risalite und Erker sowie einen Loggienbalkon mit Rundbogenarkaden und eine Holzveranda gegliedert. Die aufwändigen Drechslerarbeiten an Fensterumrahmungen, Veranden, Balkonen und Türen stammen von Gabriel Hammerl selbst.                                                                          | BDA-Hist.: Q112977692 Status: Bescheid Stand der BDA-Liste: 2025-06-30 Name: Hammerlvilla und ehem. Spielwarenfabrik GstNr.: 605, 606/1 Hammerlvilla und ehemalige Spielwarenfabrik |
| ja    | Datei hochladen | Gasthaus Bierstindl HERIS-ID: 44588 Objekt-ID: 45413 TKK: 68349                                                                 | Klostergasse 6 Standort KG: Wilten                   | Das Gasthaus am Fuße des Bergisel wurde 1681 erstmals erwähnt. Das heutige Gebäude wurde 1890 errichtet und 2013/14 renoviert. Es wird als Kulturgasthaus für Gastronomie und kulturelle Veranstaltungen genutzt. | BDA-Hist.: Q1791687 Status: Bescheid Stand der BDA-Liste: 2025-06-30 Name: Gasthaus Bierstindl GstNr.: 676, 675/2 Kulturgasthaus Bierstindl |
| ja    | Datei hochladen | Anlage Prämonstratenserstift Wilten HERIS-ID: 110255 Objekt-ID: 127935 TKK: 38671                                               | Klostergasse 7, u. a. Standort KG: Wilten            | → Hauptartikel : Stift Wilten f1 | BDA-Hist.: Q873095 Status: § 2a Stand der BDA-Liste: 2025-06-30 Name: Anlage Prämonstratenserstift Wilten GstNr.: 653/1, 653/2, 654, 656/1, 657, 658/1, 659, 661/1, 663/1, 664/1, 666, 656/2, 660, 661/2, 664/2, 658/2, 628/1, 629, 652/1, 1762, 655, 662/1, 662/2, 662/3, 663/2, 665/2 Stift Wilten |
| ja    | Datei hochladen | Triumphpforte HERIS-ID: 80779 Objekt-ID: 94527 TKK: 68361seit 2013                                                              | Leopoldstraße 1, in der Nähe Standort KG: Wilten     | Die Triumphpforte am südlichen Ende der Maria-Theresien-Straße wurde 1765 anlässlich der Hochzeit des Großherzogs Leopold mit der Infantin Maria Ludovica von Spanien erbaut. Der Entwurf stammte von Constantin Walter von Pfeilsberg nach dem Vorbild römischer Triumphbogen. Aufgrund des Todes von Kaiser Franz I. Stephan wurde das Programm geändert. Der von Johann Baptist Hagenauer und Balthasar Ferdinand Moll geschaffene Schmuck bezieht sich auf der Südseite auf die Hochzeit, auf der Nordseite auf den Tod des Kaisers. | BDA-Hist.: Q786507 Status: Bescheid Stand der BDA-Liste: 2025-06-30 Name: Triumphpforte GstNr.: 90/1 Triumphpforte |
| ja    | Datei hochladen | Ehem. Tiroler Autohaus Linser HERIS-ID: 76510 Objekt-ID: 90089 TKK: 34894                                                       | Leopoldstraße 2 Standort KG: Wilten                  | Das südlich direkt an das Winklerhaus anschließende Gebäude wurde 1955/56 von Hubert Sterzinger für das Autohaus Linser errichtet. Das zweigeschoßige Gebäude weist einen annähernd quadratischen Grundriss mit abgerundeten Ecken an der Nordwest- und Südostseite auf. Die Fassade auf der Straßenseite ist mit Stahlbetondecken, verputzten Attika- und Gesimszonen und großen Glasflächen klar gegliedert. | BDA-Hist.: Q38144524 Status: Bescheid Stand der BDA-Liste: 2025-06-30 Name: Ehem. Tiroler Autohaus Linser GstNr.: 93, 94 |
| ja    | Datei hochladen | Winklerhaus HERIS-ID: 39679 Objekt-ID: 39452 TKK: 68364, 68856                                                                  | Leopoldstraße 2 Standort KG: Wilten                  | Das Geschäftsgebäude an der Triumphpforte wurde 1873 errichtet und 1902 nach Plänen von Anton Bachmann mit einer reichen ornamentalen Jugendstilfassade versehen. Der Skulpturenschmuck stammt von Josef Koepf und Julius Seidler. | BDA-Hist.: Q37990485 Status: Bescheid Stand der BDA-Liste: 2025-06-30 Name: Winklerhaus GstNr.: 93 Winklerhaus (Innsbruck) |
| ja    | Datei hochladen | Kruzifix HERIS-ID: 86308 Objekt-ID: 100598 TKK: 68374                                                                           | bei Leopoldstraße 13a Standort KG: Wilten            | Das Wegkreuz in einer Mauernische mit einzeiligem Titulus und barockem Corpus im Dreinageltypus stammt aus dem 18. Jahrhundert. | BDA-Hist.: Q37715291 Status: § 2a Stand der BDA-Liste: 2025-06-30 Name: Kruzifix GstNr.: 1747 |
| ja    | Datei hochladen | Volksschule Alt-Wilten und NMS Fritz Prior HERIS-ID: 56022 Objekt-ID: 64970 TKK: 68375                                          | Leopoldstraße 15 Standort KG: Wilten                 | Das Gebäude wurde 1891/1892 als Schule und Gemeindehaus für Wilten errichtet. Der Neorenaissancebau weist mit der siebenachsigen Schmalfront zur Leopoldstraße, mit der dreizehnachsigen Hauptfassade mit Seitenrisaliten und überhöhtem Mittelrisalit zur Michael-Gaismair-Straße. Die Fassaden sind mit Brüstungsfaschen und Pilasterrahmungen mit Dreiecksgiebeln um die Fenster gegliedert. Das barockisierende Portal an der Leopoldstraße ist von Säulen gerahmt und mit einem gesprengten Segmentbogengiebel mit Wappenkartusche bekrönt. Im Inneren befinden sich zwei Treppenhäuser mit massiven Spindelwänden, die Flure und Treppenläufe sind mit seichten Tonnengewölben versehen. Im dritten Obergeschoß des Risalits befand sich ein Betsaal. | BDA-Hist.: Q38069568 Status: § 2a Stand der BDA-Liste: 2025-06-30 Name: Volksschule Alt-Wilten und NMS Fritz Prior GstNr.: 445 Volksschule Altwilten, Neue Mittelschule Dr. Fritz Prior |
| ja    | Datei hochladen | Steidlevilla HERIS-ID: 39680 Objekt-ID: 39453 TKK: 68383                                                                        | Leopoldstraße 22 Standort KG: Wilten                 | Ein im Kern aus dem 17. Jahrhundert stammendes barockes Haus wurde im 19. Jahrhundert zu einem klassizistischen Ansitz erweitert. Der dreigeschoßige Bau weist einen viergeschoßigen Mittelrisalit mit Giebel auf, darin befindet sich ein gebändertes barockes Steinportal. Auf beiden Seiten schließt eine Gartenmauer mit kugelbekrönten Pfeilern an. | BDA-Hist.: Q37990499 Status: Bescheid Stand der BDA-Liste: 2025-06-30 Name: Steidlevilla GstNr.: 372 Steidlevilla |
| ja    | Datei hochladen | Bürgerhaus HERIS-ID: 39681 Objekt-ID: 39454 TKK: 68389                                                                          | Leopoldstraße 27 Standort KG: Wilten                 | Das zweigeschoßige Wohn- und Geschäftsgebäude wurde im 15. Jahrhundert als Teil einer Schmiedewerkstätte errichtet, im 17. Jahrhundert sowie 1880 umgebaut, dabei wurden die Fassaden spätbiedermeierlich gestaltet. Das Erdgeschoß ist durch Geschäftseinbauten verändert, an der Süd- und Westseite befinden sich einfache Rechteckportale mit bekrönenden Gesimsen und metallenen Halbkugelaufsätzen. Die Fensterrahmungen im Obergeschoß werden von seicht geschwungenen Segmentbogengesimsen abgeschlossen. An der Südseite befindet sich ein hochovales Putzmedaillon, das ursprünglich mit einer gemalten Heiligendarstellung versehen war. Im Inneren hat sich der mittelalterliche Keller erhalten. | BDA-Hist.: Q37990506 Status: Bescheid Stand der BDA-Liste: 2025-06-30 Name: Bürgerhaus GstNr.: 427 Leopoldstraße 27, Innsbruck |
| ja    | Datei hochladen | Bürgerhaus HERIS-ID: 39682 Objekt-ID: 39455 TKK: 68392                                                                          | Leopoldstraße 30 Standort KG: Wilten                 | Das frei stehende, dreigeschoßige, spätgotsiche Haus stammt im Kern vermutlich aus dem 12. oder 13. Jahrhundert und wurde im 15./16. Jahrhundert weitgehend umgebaut. Die giebelständige, dreiachsige Straßenfront ist durch einen zweigeschoßigen, dreiseitigen Erker mit halbem Zeltdach sowie durch einen zweigeschoßigen, bis zum Traufgesims turmartig hochgezogenen, vierseitigen Eckerker gegliedert. Das Erdgeschoß ist durch einen Geschäftseinbau verändert, das rundbogige und gefaste Brecciegewände des ehemaligen Portals ist erhalten. An der nördlichen Traufseite befindet sich ein weiterer, zweigeschoßiger, dreiseitiger Polygonalerker mit geschweifter Zeltverdachung. An der südlichen Traufseite sind zwei- bis dreigeschoßige Latrinenanbauten unter Pultdächern angefügt. Der Keller ist teilweise mit Stichkappengewölben versehen. Das Erdgeschoß weist einen teils durchbrochenen kreuzgewölbten Flur auf, das erste Obergeschoß einen Flur mit Tonnengewölbe mit alternierenden Stichkappen. | BDA-Hist.: Q37990515 Status: Bescheid Stand der BDA-Liste: 2025-06-30 Name: Bürgerhaus GstNr.: 425/2 |
| ja    | Datei hochladen | Bürgerhaus HERIS-ID: 46415 Objekt-ID: 48415 TKK: 68395                                                                          | Leopoldstraße 32 Standort KG: Wilten                 | Zwei Häuser aus dem 12./13. Jahrhundert wurden im 17./18. Jahrhundert zusammengefügt, umgebaut und erweitert, die Fassade wurde Ende des 19. Jahrhunderts neu gestaltet. Die dem Straßenverlauf folgende, gekrümmte Hauptfront wird in den mittleren vier Achsen von einem Dreieckgiebel mit Rocaillenkartusche und Satteldach bekrönt. Auf der Straßenseite finden sich ein Korbbogenportal mit zweiflügeliger, gerauteter Eingangstür und schmiedeeisernem Rankengitter und ein Rundbogenportal aus Breccie mit Sockel, Kämpfer und bekrönendem Keilstein, auf der Hofseite ein spätgotisches Rundbogenportal mit flankierenden Rundbogenfenstern. Das Innere weist einen breiten, durchgehend gewölbten Erdgeschoßflur mit Stichkappen, gotische Rundbogenportale aus Breccie sowie eine zweiarmige Holztreppe mit einfachem Eisengeländer auf. | BDA-Hist.: Q38021326 Status: Bescheid Stand der BDA-Liste: 2025-06-30 Name: Bürgerhaus GstNr.: 426/2 |
| ja    | Datei hochladen | Kunst-am-Bau am Kindergarten Pechegarten HERIS-ID: 86699 Objekt-ID: 101020 TKK: 68403                                           | Leopoldstraße 43 Standort KG: Wilten                 | Das Sgraffito am Kindergarten wurde 1960 von Max Spielmann geschaffen. | BDA-Hist.: Q37716672 Status: § 2a Stand der BDA-Liste: 2025-06-30 Name: Kunst-am-Bau am Kindergarten Pechegarten GstNr.: 534, 533 |
| ja    | Datei hochladen | Ansitz Liebenegg HERIS-ID: 86690 Objekt-ID: 101009 TKK: 68831                                                                   | Liebeneggstraße 2 Standort KG: Wilten                | Der Ansitz entstand 1601 aus einem 1476 erstmals genannten Gut. Dabei wurden zwei mittelalterliche Gebäude aus dem 12. Jahrhundert zusammengefasst und um 1700 und 1825 nochmals umgebaut. Das viergeschoßige Gebäude über annähernd quadratischem Grundriss mit Walmdach und rundem Treppenturm bildet die Ecke zwischen Liebeneggstraße und Leopoldstraße. Die Fassadenmalerei stammt von Raphael Thaler und Toni Kirchmayr. | BDA-Hist.: Q37716580 Status: § 2a Stand der BDA-Liste: 2025-06-30 Name: Ansitz Liebenegg GstNr.: 523/1 Ansitz Liebenegg |
| ja    | Datei hochladen | Miethaus, Verwaltungsbau HERIS-ID: 40525 Objekt-ID: 40470 TKK: 68346                                                            | Lieberstraße 1 Standort KG: Wilten                   | Das viergeschoßige Heimatstilhaus wurde 1909 nach Plänen von Anton und Adalbert Fritz erbaut. Die asymmetrische Fassade ist mit barockisierendem Dekor gestaltet. Drei der Achsen sind von einem Schopfwalmgiebel überhöht, in der rechten Giebelachse befindet sich ein dreigeschoßiger Polygonalerker mit Walmverdachung, in der linken Giebelachse ein doppelflügeliges Portal mit korbbogiger Oberlichte und kräftig ausgebildeter Rahmung. Auf der Portalrahmung sitzt ein seitlich gerundeter Balkon mit eisernem Korbgitter und geschwungener Blechverdachung. Das Innere weist ein spiegelgewölbtes Foyer auf, dessen Deckenfeld und Wandzone mit flächigem Felderdekor versehen sind. | BDA-Hist.: Q37995167 Status: Bescheid Stand der BDA-Liste: 2025-06-30 Name: Miethaus, Verwaltungsbau GstNr.: 104/9 |
| ja    | Datei hochladen | Ehem. Adambräu – Sudhaus und Kühlschiff HERIS-ID: 60339 Objekt-ID: 72548 TKK: 23572                                             | Lois-Welzenbacher-Platz 1 Standort KG: Wilten        | Das Sudhaus des Adambräu wurde 1926/27 nach Plänen von Lois Welzenbacher errichtet und gilt als bedeutendes Industriedenkmal. Nach den produktionstechnischen Vorgaben ist es vertikal gestaffelt und enthielt oben Mälzerei und Darren, darunter die Sudkessel und ganz unten Lagertanks und Abfüllung. Nach der Einstellung des Brauereibetriebs 1994 wurde es 2002–2004 zusammen mit dem benachbarten Kühlschiff umgebaut und wird heute von aut. architektur und tirol und dem Archiv für Baukunst der Universität Innsbruck genutzt. | BDA-Hist.: Q22671348 Status: Bescheid Stand der BDA-Liste: 2025-06-30 Name: Ehem. Adambräu – Sudhaus und Kühlschiff GstNr.: 13/4, 13/1 Adambräu - Sudhaus und Kühlschiff |
| ja BW | Datei hochladen | Wohnhaus HERIS-ID: 39683 Objekt-ID: 39456 TKK: 68846                                                                            | Mandelsbergerstraße 7 Standort KG: Wilten            | Das Wohnhaus wurde 1907 nach Plänen von Josef Retter für den Beamten-Konsumverein erbaut. Das Gebäude zeigt den deutlichen Einfluss des Wiener Jugendstils, insbesondere der Architektur Otto Wagners. Die Außenachsen sind durch breite Pilaster abgesetzt und weisen balkonbekrönte Breiterker auf, darüber verläuft ein an der Unterseite kassettiertes Abschlussgesims. Das Erdgeschoß ist mit Diamantquadern im Mittelteil und geböschter Bänderung an den Pfeilern plastisch gestaltet. Die Brüstungen und Pilaster sind mit secessionistisch stilisiertem Stuckdekor, die Fenster mit schmiedeeisernen Blumenkörben versehen. Im Inneren findet sich eine Treppe mit Jugendstil-Schmiedeeisengeländer. | BDA-Hist.: Q37990527 Status: Bescheid Stand der BDA-Liste: 2025-06-30 Name: Wohnhaus GstNr.: 1097/6 |
| ja BW | Datei hochladen | Berufsschulgebäude HERIS-ID: 67707 Objekt-ID: 80685 TKK: 34380                                                                  | Mandelsbergerstraße 12 Standort KG: Wilten           | Das Gebäude wurde 1938/39 von Wilhelm Stigler als Doppelvolksschule entworfen, die Fertigstellung wurde aber durch den Zweiten Weltkrieg verzögert, erst 1955/56 wurde es saniert und für die Verwendung als Berufsschule adaptiert. Die Anlage besteht aus drei Flügeln, der Eingangsbereich befindet sich unter Arkaden hinter einer Grünanlage. Die Eingangsbereiche unter den Arkaden wurden 1956 von Fritz Berger und Emmerich Kerle mit Wandgemälden und Reliefs im Stil des Fauvismus gestaltet, die Motive aus Tirol sowie Gewerbe darstellen, die zur Zeit der Entstehung in der Schule unterrichtet wurden. | BDA-Hist.: Q38117442 Status: Bescheid Stand der BDA-Liste: 2025-06-30 Name: Berufsschulgebäude GstNr.: 1102/5 Landesberufsschulen, Innsbruck |
| ja    | Datei hochladen | Figur Maienflötenspieler HERIS-ID: 108397 Objekt-ID: 125842 TKK: 68840                                                          | bei Mandelsbergerstraße 16 Standort KG: Wilten       | Die Skulptur stammt von Josef Bachlechner dem Jüngeren aus dem Jahre 1962. | BDA-Hist.: Q37812797 Status: § 2a Stand der BDA-Liste: 2025-06-30 Name: Figur Maienflötenspieler GstNr.: 1098/6 |
| ja    | Datei hochladen | Wohn- und Geschäftshaus HERIS-ID: 46359 Objekt-ID: 48252 TKK: 68861                                                             | Maximilianstraße 9 Standort KG: Wilten               | Anmerkung: früher Tyrolia – Verlag | BDA-Hist.: Q38020824 Status: Bescheid Stand der BDA-Liste: 2025-06-30 Name: Wohn- und Geschäftshaus GstNr.: 104/5 |
| ja BW | Datei hochladen | Wohn- und Geschäftshaus HERIS-ID: 47044 Objekt-ID: 49529 TKK: 68862                                                             | Maximilianstraße 11 Standort KG: Wilten              | | BDA-Hist.: Q38025368 Status: Bescheid Stand der BDA-Liste: 2025-06-30 Name: Wohn- und Geschäftshaus GstNr.: 104/4 |
| ja BW | Datei hochladen | Wohnhaus HERIS-ID: 39684 Objekt-ID: 39457 TKK: 68870                                                                            | Maximilianstraße 29 Standort KG: Wilten              | | BDA-Hist.: Q37990539 Status: Bescheid Stand der BDA-Liste: 2025-06-30 Name: Wohnhaus GstNr.: 160/2 |
| ja BW | Datei hochladen | Miethaus HERIS-ID: 56029 Objekt-ID: 64982 TKK: 68873                                                                            | Maximilianstraße 35 Standort KG: Wilten              | | BDA-Hist.: Q38069604 Status: § 2a Stand der BDA-Liste: 2025-06-30 Name: Miethaus GstNr.: 191 |
| ja BW | Datei hochladen | Hautklinik, Haupthaus HERIS-ID: 42659 Objekt-ID: 43250 TKK: 68354                                                               | Maximilianstraße 45 Standort KG: Wilten              | Der dreigeschoßige, reich gegliederte, historistische Bau mit Walmdächern und Neorenaissancefassaden über H-förmigem Grundriss wurde 1895 von Eduard Klingler und Anton Fritz errichtet. Die nach Norden orientierte, 21-achsige Hauptfront weist einen fünfachsigen Mittelrisalit auf, die mittlere, von einem Dreieckgiebel überhöhte Eingangsachse springt vor. Alle Fassaden sind mit Gesimsen, Pilastern an den Baukanten und Ritzquaderung gegliedert. Die gerade, zweiläufige Haupttreppe im Inneren mit Richtungswechsel und rautenförmig durchbrochener Steinbrüstung wird von einem Pfeiler bzw. einer Marmorsäule getragen. | BDA-Hist.: Q38003286 Status: Bescheid Stand der BDA-Liste: 2025-06-30 Name: Hautklinik, Haupthaus GstNr.: 1084 Universitätsklinik Innsbruck - Hautklinik |
| ja BW | Datei hochladen | Kath. Filialkirche Schmerzhafte Muttergottes HERIS-ID: 56058 Objekt-ID: 65029 TKK: 68509                                        | bei Mentlbergstraße 23 Standort KG: Wilten           | Die Schlosskapelle Mentlberg zur Schmerzhaften Mutter ließ der Wiltener Abt Josef Lizzi 1769/70 nach Konstantin Johann von Walters Plänen erbauen. Die Deckenfresken wurden von Matthäus Günther aus Augsburg gemalt. | BDA-Hist.: Q2542912 Status: § 2a Stand der BDA-Liste: 2025-06-30 Name: Kath. Filialkirche Schmerzhafte Muttergottes GstNr.: 1669 Wallfahrtskirche Mentlberg |
| ja    | Datei hochladen | Wirtschaftsgebäude HERIS-ID: 109028 Objekt-ID: 126576 TKK: 68506                                                                | Mentlbergstraße 21 Standort KG: Wilten               | Der villenartige Bau mit Spitzgiebel und seitlichem Spitzturm wurde inschriftlich 1902 errichtet. | BDA-Hist.: Q37813982 Status: § 2a Stand der BDA-Liste: 2025-06-30 Name: Wirtschaftsgebäude GstNr.: 1665 Schloss Mentlberg |
| ja    | Datei hochladen | Schloss Mentlberg HERIS-ID: 56057 Objekt-ID: 65028 TKK: 68507                                                                   | Mentlbergstraße 23 Standort KG: Wilten               | Ein 1303 erstmals erwähnter Meierhof des Stiftes Wilten wurde um 1490 von Heinrich Mentlberger zu einem Adelssitz umgebaut. Nach mehreren Besitzerwechseln wurde er 1979 von Ferdinand von Bourbon-Orleans erworben, der ihn 1905 im Stil der Loireschlösser umbauen ließ. Der dreigeschoßige Bau besitzt ein Steintor, Altane, Balustraden und einen Eingangsturm mit einem großen Pyramidendach und zeltdachgedeckten Eckerkern. Die Westfront wird von zwei niedrigeren, gotisierenden Ecktürmen begrenzt. Von der ursprünglichen Innenausstattung ist nur mehr ein getäfelter Raum im Erdgeschoß erhalten. | BDA-Hist.: Q15992098 Status: § 2a Stand der BDA-Liste: 2025-06-30 Name: Schloss Mentlberg GstNr.: 1665 Schloss Mentlberg |
| ja    | Datei hochladen | Brunnen HERIS-ID: 109029 Objekt-ID: 126577 TKK: 68508                                                                           | bei Mentlbergstraße 23 Standort KG: Wilten           | Der Brunnen vor dem Schloss Mentlberg wurde um 1900 errichtet, die Brunnenfigur stellt Hans im Glück dar und stammt von Alois Meyer, inschriftlich 1978. | BDA-Hist.: Q37814008 Status: § 2a Stand der BDA-Liste: 2025-06-30 Name: Brunnen GstNr.: 1666 Schloss Mentlberg |
| ja    | Datei hochladen | Kindergarten Wilten-Ost HERIS-ID: 56023 Objekt-ID: 64971 TKK: 68512                                                             | Michael-Gaismair-Straße 4 Standort KG: Wilten        | | BDA-Hist.: Q38069577 Status: § 2a Stand der BDA-Liste: 2025-06-30 Name: Kindergarten Wilten-Ost GstNr.: 457 |
| ja BW | Datei hochladen | Hauptschule Wilten mit Einfriedung HERIS-ID: 56024 Objekt-ID: 64972 TKK: 68514                                                  | Michael-Gaismair-Straße 6 Standort KG: Wilten        | Das heute als Neue Mittelschule genutzte Gebäude wurde 1907/08 nach Plänen von Eduard Klingler als Mädchenhauptschule errichtet. Der dreigeschoßige Komplex im Stil der Münchner Schule mit Heimatschutzelementen weist einen nach Westen versetzten Mittelrisalit mit geschweiftem Giebel, ein Glockentürmchen und ein neoklassizistisches Portal auf. Die Fassaden sind mit Wellengiebeln, Relieffeldern und rustizierenden Steinverkleidungen abwechslungsreich gestaltet. Der 1930 angefügte Erweiterungsbau weist zwei dreigeschoßige Flügel und einen viergeschoßigen Mittelrisalit auf. | BDA-Hist.: Q38069583 Status: § 2a Stand der BDA-Liste: 2025-06-30 Name: Hauptschule Wilten mit Einfriedung GstNr.: 457 Neue Mittelschule Wilten |
| ja    | Datei hochladen | Glasmalerei- und Mosaikanstalt HERIS-ID: 46365 Objekt-ID: 48258 TKK: 68526                                                      | Müllerstraße 10 Standort KG: Wilten                  | Die Tiroler Glasmalereianstalt wurde 1861 von Albert Neuhauser, Georg Mader und Josef von Stadl gegründet. 1869/1870 wurde nach Plänen von Stadls der Neubau in Wilten im neuromanischen Stil errichtet. Der Komplex besteht aus Wohn- und Bürogebäude, Werkstätten und Ausstellungsräumen, die an drei Seiten einen großen Innenhof umschließen. Das dreigeschoßige Wohn- und Bürohaus mit Segmentbogenfenstern und Satteldach ist innen über ein Foyer mit Sternrippengewölbe und eine Wendeltreppe erschlossen und mit zahlreichen Glasfenstern und Mosaiken ausgestattet. | BDA-Hist.: Q1642569 Status: Bescheid Stand der BDA-Liste: 2025-06-30 Name: Glasmalerei- und Mosaikanstalt GstNr.: 110, 111, 112 Tiroler Glasmalereianstalt building |
| ja    | Datei hochladen | Hauptschule Müllerstraße (ehem. Knabenhauptschule) mit Garteneinfassung HERIS-ID: 86705 Objekt-ID: 101026 TKK: 68549            | Müllerstraße 38 Standort KG: Wilten                  | Das heute als Neue Mittelschule genutzte Gebäude wurde 1910/11 nach Plänen von Fritz Konzert und Arthur Ringler als Knabenhauptschule erbaut. Der funktional gegliederte dreigeschoßige Bau weist einen geschweiften Giebel, sparsame Stuckaufsätze und weitere barockisierende Elemente auf. Das Eingangsportal wird von ornamentierten Steinpfosten eingerahmt, die Tür mit schmiedeeisernen Gittern und Glasfüllungen stammt aus der Erbauungszeit. Der asphaltierte Schulhof ist, anders als üblich, zur Straße hin ausgerichtet. An der Nordseite des Hofes schließt ein zweigeschoßiger Bau an, der heute den Turnsaal beherbergt. | BDA-Hist.: Q37716709 Status: § 2a Stand der BDA-Liste: 2025-06-30 Name: Hauptschule Müllerstraße (ehem. Knabenhauptschule) mit Garteneinfassung GstNr.: 199/2, 199/1 Neue Mittelschule Müllerstraße                                                                                                  |
| ja BW | Datei hochladen | Siedlung Tiroler Glasmalerei u. Mosaikanstalt HERIS-ID: 45418 Objekt-ID: 46748 TKK: 68550                                       | Müllerstraße 39 Standort KG: Wilten                  | Das dreigeschoßige giebelständige Haus mit Satteldach über Hohlkehle bildet das östliche Ende der Siedlung, die 1877/1878 für die Angestellten der Tiroler Glasmalerei und Mosaik Anstalt errichtet wurde und deren Planung Josef von Stadl zugeschrieben wird. Das Gebäude ist mit einem genuteten Sockel, rustizierten Eckpilastern und einem Treppenfries gegliedert. | BDA-Hist.: Q38015677 Status: Bescheid Stand der BDA-Liste: 2025-06-30 Name: Siedlung Tiroler Glasmalerei u. Mosaikanstalt GstNr.: 238, 237 |
| ja BW | Datei hochladen | Siedlung Tiroler Glasmalerei u. Mosaikanstalt HERIS-ID: 45419 Objekt-ID: 46749 TKK: 68551                                       | Müllerstraße 41 Standort KG: Wilten                  | Der zweigeschoßige traufständige Bauteil verbindet zusammen mit dem anschließenden die beiden benachbarten Giebelhäuser (Nr. 39 und 47). Der genutete hohe Sockel wird von einem breiten Gesims abgeschlossen, das über dem Rechteckportal stufenförmig anwächst. Die Fenster sind mit geschoßweise unterschiedlichen Putzrahmen gestaltet. | BDA-Hist.: Q38015687 Status: Bescheid Stand der BDA-Liste: 2025-06-30 Name: Siedlung Tiroler Glasmalerei u. Mosaikanstalt GstNr.: 235 |
| ja BW | Datei hochladen | Siedlung Tiroler Glasmalerei u. Mosaikanstalt HERIS-ID: 45420 Objekt-ID: 46750 TKK: 68552                                       | Müllerstraße 43 Standort KG: Wilten                  | Der zweigeschoßige und zweiachsige, traufständige Bauteil mit Satteldach ist einer von dreien zwischen den Giebelhäusern Nr. 39 und 47. Der genutete hohe Sockel wird von einem breiten Gesims abgeschlossen, das über dem Rechteckportal stufenförmig anwächst. Die hochrechteckigen Fenster sind mit geschoßweise unterschiedlichen Putzrahmen betont. Das Innere weist eine gegenläufige, gerade Treppe auf. | BDA-Hist.: Q38015707 Status: Bescheid Stand der BDA-Liste: 2025-06-30 Name: Siedlung Tiroler Glasmalerei u. Mosaikanstalt GstNr.: 232, 231 |
| ja BW | Datei hochladen | Siedlung Tiroler Glasmalerei u. Mosaikanstalt HERIS-ID: 45421 Objekt-ID: 46751 TKK: 68553                                       | Müllerstraße 45 Standort KG: Wilten                  | Der zweigeschoßige und zweiachsige, traufständige Bauteil mit Satteldach ist einer von dreien zwischen den Giebelhäusern Nr. 39 und 47. Der genutete hohe Sockel wird von einem breiten Gesims abgeschlossen, das über dem Rechteckportal stufenförmig anwächst. Die hochrechteckigen Fenster sind mit geschoßweise unterschiedlichen Putzrahmen betont. Das Innere weist eine gegenläufige, gerade Treppe auf. | BDA-Hist.: Q38015716 Status: Bescheid Stand der BDA-Liste: 2025-06-30 Name: Siedlung Tiroler Glasmalerei u. Mosaikanstalt GstNr.: 229 |
| ja BW | Datei hochladen | Siedlung Tiroler Glasmalerei u. Mosaikanstalt HERIS-ID: 45422 Objekt-ID: 46752 TKK: 68554                                       | Müllerstraße 47 Standort KG: Wilten                  | Der dreigeschoßige, giebelständige und dreiachsige Bau mit Satteldach über Hohlkehle bildet die Mitte der Siedlung. Der genutete Sockel wird von einem breiten Gesims abgeschlossen, das über dem giebelseitigen Rechteckportal der Mittelachse stufenförmig aufwächst. Die genuteten, rustizierten Eckpilaster gehen unter der Traufe in einen schmalen Putzstreifen, am Ortgang in einen genuteten Treppenfries über. Die Fenster sind in den Seitenachsen als Zwillingsfenster ausgeführt, in der Treppenhausachse um ein Halbgeschoß versetzt und geschoßweise mit unterschiedlichen Putzrahmen versehen. Im dritten Obergeschoß findet sich ein mittig liegendes Mosaiktondo mit einer Mariendarstellung. | BDA-Hist.: Q38015726 Status: Bescheid Stand der BDA-Liste: 2025-06-30 Name: Siedlung Tiroler Glasmalerei u. Mosaikanstalt GstNr.: 226, 225 |
| ja BW | Datei hochladen | Siedlung Tiroler Glasmalerei u. Mosaikanstalt HERIS-ID: 45423 Objekt-ID: 46753 TKK: 68555                                       | Müllerstraße 49 Standort KG: Wilten                  | Der zweigeschoßige und zweiachsige, traufständige Bauteil mit Satteldach ist einer von dreien zwischen den Giebelhäusern Nr. 47 und 55. Der genutete hohe Sockel wird von einem breiten Gesims abgeschlossen, das über dem Rechteckportal stufenförmig anwächst. Die hochrechteckigen Fenster sind mit geschoßweise unterschiedlichen Putzrahmen betont. Das Innere weist eine gegenläufige, gerade Treppe auf. | BDA-Hist.: Q38015735 Status: Bescheid Stand der BDA-Liste: 2025-06-30 Name: Siedlung Tiroler Glasmalerei u. Mosaikanstalt GstNr.: 223, 222 |
| ja BW | Datei hochladen | Siedlung Tiroler Glasmalerei u. Mosaikanstalt HERIS-ID: 45424 Objekt-ID: 46754 TKK: 68556                                       | Müllerstraße 51 Standort KG: Wilten                  | Der zweigeschoßige und zweiachsige, traufständige Bauteil mit Satteldach ist einer von dreien zwischen den Giebelhäusern Nr. 47 und 55. Der genutete hohe Sockel wird von einem breiten Gesims abgeschlossen, das über dem Rechteckportal stufenförmig anwächst. Die hochrechteckigen Fenster sind mit geschoßweise unterschiedlichen Putzrahmen betont. Das Innere weist eine gegenläufige, gerade Treppe auf. | BDA-Hist.: Q38015745 Status: Bescheid Stand der BDA-Liste: 2025-06-30 Name: Siedlung Tiroler Glasmalerei u. Mosaikanstalt GstNr.: 220, 219 |
| ja BW | Datei hochladen | Siedlung Tiroler Glasmalerei u. Mosaikanstalt HERIS-ID: 45425 Objekt-ID: 46755 TKK: 68557                                       | Müllerstraße 53 Standort KG: Wilten                  | Der zweigeschoßige und zweiachsige, traufständige Bauteil mit Satteldach ist einer von dreien zwischen den Giebelhäusern Nr. 47 und 55. Der genutete hohe Sockel wird von einem breiten Gesims abgeschlossen, das über dem Rechteckportal stufenförmig anwächst. Die hochrechteckigen Fenster sind mit geschoßweise unterschiedlichen Putzrahmen betont. Das Innere weist eine gegenläufige, gerade Treppe auf. | BDA-Hist.: Q38015755 Status: Bescheid Stand der BDA-Liste: 2025-06-30 Name: Siedlung Tiroler Glasmalerei u. Mosaikanstalt GstNr.: 217 |
| ja BW | Datei hochladen | Siedlung Tiroler Glasmalerei u. Mosaikanstalt HERIS-ID: 45426 Objekt-ID: 46756 TKK: 68558                                       | Müllerstraße 55 Standort KG: Wilten                  | Der dreigeschoßige, giebelständige, dreiachsige Bau mit Satteldach über Hohlkehle bildet den westlichen Abschluss der Siedlung. Der genutete Sockel wird von einem breiten Gesims abgeschlossen, das über dem giebelseitigen Rechteckportal der Mittelachse stufenförmig aufwächst. Die genuteten, rustizierten Eckpilaster gehen unter der Traufe in einen schmalen Putzstreifen, am Ortgang in einen genuteten Treppenfries über. Die Fenster sind in den Seitenachsen als Zwillingsfenster ausgeführt, in der Treppenhausachse um ein Halbgeschoß versetzt und geschoßweise mit unterschiedlichen Putzrahmen versehen. | BDA-Hist.: Q38015766 Status: Bescheid Stand der BDA-Liste: 2025-06-30 Name: Siedlung Tiroler Glasmalerei u. Mosaikanstalt GstNr.: 215, 214/1 |
| ja    | Datei hochladen | Anatomisches Institut HERIS-ID: 16479 Objekt-ID: 12742 TKK: 68359                                                               | Müllerstraße 59 Standort KG: Wilten                  | Der frei stehende, dreigeschoßige Neorenaissancebau über langgestrecktem Grundriss wurde 1887–1889 nach Plänen von Hugo von Schragl errichtet und nach Zerstörungen im Zweiten Weltkrieg 1950–1953 mit teilweise vereinfachter Fassadengestaltung wieder aufgebaut und erweitert. Dabei wurden von Toni Kirchmayr Wandmalereien im Inneren und von Josef Widmoser Buntglasfenster geschaffen. | BDA-Hist.: Q37815529 Status: Bescheid Stand der BDA-Liste: 2025-06-30 Name: Anatomisches Institut GstNr.: 211 Anatomisches Institut, Innsbruck |
| ja    | Datei hochladen | Wiltener Friedhof und spätbronzezeitliches Brandgräberfeld (Wilten I) HERIS-ID: 85876 Objekt-ID: 100123 TKK: 67679              | Pastorstraße 1 Standort KG: Wilten                   | Der Friedhof wurde 1876/1877 von der Gemeinde Wilten angelegt und um 1885 dem Stift Wilten übergeben und erweitert. Im Norden und Osten ist er von rundbogigen Arkadengängen mit Brecciepfeilern und Satteldächern umgeben, die 1964 teilweise neu errichtet wurden. An der Westseite befindet sich die 1890 erbaute Totenkapelle, die 1958 nach Plänen von Hubert Prachensky umgebaut wurde. | BDA-Hist.: Q37713599 Status: § 2a Stand der BDA-Liste: 2025-06-30 Name: Wiltener Friedhof und spätbronzezeitliches Brandgräberfeld (Wilten I) GstNr.: 692/1 Friedhof Wilten |
| ja    | Datei hochladen | Anlage Kath. Pfarrkirche und Basilika Mariae Empfängnis mit Vorplatz und Friedhof HERIS-ID: 110573 Objekt-ID: 128280 TKK: 67675 | bei Pastorstraße 1 Standort KG: Wilten               | Die Wiltener Basilika (Basilika Unsere Liebe Frau von der unbefleckten Empfängnis, auch Unserer Lieben Frau unter den vier Säulen) ist eine römisch-katholische Pfarr- und Wallfahrtskirche im Rokokostil, die 1751–1756 nach Plänen von Joseph Stapf erbaut wurde. Der Rokokostuck stammt von Franz Xaver Feuchtmayer und Anton Gigl, die Deckengemälde vom Augsburger Maler Matthäus Günther. | BDA-Hist.: Q1315406 Status: § 2a Stand der BDA-Liste: 2025-06-30 Name: Anlage Kath. Pfarrkirche und Basilika Mariae Empfängnis mit Vorplatz und Friedhof GstNr.: 694, 693, 1771, 1980 Wiltener Basilika                                                                                              |
| ja    | Datei hochladen | Aufnahmsgebäude, Stubaitalbahnhof HERIS-ID: 26647 Objekt-ID: 23136 TKK: 14547                                                   | Pater-Reinisch-Weg 4 Standort KG: Wilten             | Das aus dem Jahr 1904 stammende Aufnahmsgebäude des Innsbrucker Stubaitalbahnhofes besteht aus zwei Baukörpern: einem zweigeschoßigen Haupttrakt für Fahrdienstleitung und Dienstwohnungen sowie einem ebenerdigen Wartebereich. Die beiden Baukörper weisen Walmdächer auf, Fensterachsen und Fensterformen variieren im Haupttrakt. Das Gebäude ist nunmehr für die Tiroler Museumsbahnen adaptiert. | BDA-Hist.: Q106840899 Status: Bescheid Stand der BDA-Liste: 2025-06-30 Name: Aufnahmsgebäude, Stubaitalbahnhof GstNr.: 1900 Aufnahmsgebäude Innsbruck Stubaitalbahnhof |
| ja    | Datei hochladen | Pharmakologisch-Chemisches Institut HERIS-ID: 56032 Objekt-ID: 64985 TKK: 35689                                                 | Peter-Mayr-Straße 1 Standort KG: Wilten              | Das Institutsgebäude wurde 1898–1899 im Neorenaissance-Stil erbaut. Die streng symmetrische, 17-achsige Hauptfassade weist einen überhöhten walmdachgedeckten Mittelrisalit und zwei Seitenrisalite auf und ist mit plastischen Fensterbänken, Ortsteinkanten und umlaufenden Gesimsen gegliedert. Über den Rundbogenfenstern im Mittelrisalit finden sich die Namen von Wissenschaftlern aus den Forschungsgebieten der beiden Institute (Boyle, Lavoisier, Berzelius, Liebig und Bunsen). In den Zwischentrakten befinden sich die beiden baugleichen, repräsentativ gestalteten Treppenhäuser mit zweiarmigen Marmortreppen mit ornamentiertem Eisengeländer. | BDA-Hist.: Q38069615 Status: Bescheid Stand der BDA-Liste: 2025-06-30 Name: Pharmakologisch-Chemisches Institut GstNr.: 212 Pharmakologisch-Chemisches Institut, Innsbruck |
| ja    | Datei hochladen | Anlage Villa Clement HERIS-ID: 108989 TKK: 68917seit 2023                                                                       | Salurner Straße 5 (Hauptgebäude) Standort KG: Wilten | Die zweigeschoßige gründerzeitliche Villa wurde 1883 nach Plänen von Johann Wunibald Deininger erbaut. Die Fassaden sind mit deutschen und italienischen Renaissancemotiven gestaltet, die Haupt- und Gartenfront sind mit kräftigen Seitenrisaliten versehen, die in kraftvoll geschwungenen Volutengiebeln mit ornamentierten und verschnittenen Rahmungen enden. In der Mitte der Eingangsfassade befindet sich ein über eine Freitreppe erschlossenes Rundbogenportal, das von Pilastern gerahmt und von toskanischen Säulen flankiert wird, darüber befindet sich ein Balkon mit seicht gebauchtem Balkongitter. Das Innere weist eine halbkreisförmig gewendelte Treppe mit sparsam ornamentiertem Gitter auf. Die Garteneinfassung ist mit einem ornamentierten Eisengeländer über gemauertem Sockel versehen. | BDA-Hist.: Q119231460 Status: Bescheid Stand der BDA-Liste: 2025-06-30 Name: Anlage Villa Clement GstNr.: 42/1, 43 |
| ja    | Datei hochladen | Stadtwerke-Hochhaus HERIS-ID: 62068 Objekt-ID: 74585 TKK: 20302                                                                 | Salurner Straße 11 Standort KG: Wilten               | Das Verwaltungsgebäude der städtischen Elektrizitätswerke (heute: Innsbrucker Kommunalbetriebe) wurde 1928 nach Plänen von Lois Welzenbacher als erstes Hochhaus in Innsbruck errichtet. | BDA-Hist.: Q38098714 Status: Bescheid Stand der BDA-Liste: 2025-06-30 Name: Stadtwerke-Hochhaus GstNr.: 89/5 Stadtwerke-Hochhaus |
| ja    | Datei hochladen | Ehem. Arbeitsamt, Institutsgebäude d. Universität Innsbruck HERIS-ID: 46281 Objekt-ID: 48016 TKK: 68992                         | Schöpfstraße 3 Standort KG: Wilten                   | Das heute von der Universität genutzte Gebäude wurde 1931/1932 nach Plänen von Theodor Prachensky und Jakob Albert als Arbeitsamt im Stil des Neuen Bauens erbaut. An das langgestreckte, flach gedeckte Gebäude schließt auf beiden Schmalseiten ein halbrunder Treppenturm an. Diese Treppenhäuser dienten dem nach Geschlechtern getrennten Zugang der Arbeitssuchenden. Am leicht erhöhten Mittelrisalit befand sich der Eingang für die Mitarbeiter. Die Fassaden sind mit quadratischen, über die Ecken reichenden Sprossenfenstern gegliedert. Das funktionell gestaltete Innere wurde durch Umbauten stark verändert. | BDA-Hist.: Q38020322 Status: Bescheid Stand der BDA-Liste: 2025-06-30 Name: Ehem. Arbeitsamt, Institutsgebäude d. Universität Innsbruck GstNr.: 907/6 Schöpfstraße 3, Innsbruck |
| ja BW | Datei hochladen | Retterhaus HERIS-ID: 57606 Objekt-ID: 67825 TKK: 69012                                                                          | Schöpfstraße 23a Standort KG: Wilten                 | Das Gebäude wurde 1904/1905 als eigenes Wohn- und Bürohaus von Baumeister Josef Retter im Heimatstil errichtet. Mit reicher architektonischer Gliederung und phantasievollem Baudekor zeigt es die baukünstlerischen Möglichkeiten der Baumeisterfirma. Das viergeschoßige Haus weist einen turmartigen Eckerker und an der Fassade zur Straße einen flachen Breiterker, der mit Reliefs mit Jugendstilornamenten geschmückt ist. Im rundbogig abgeschlossenen Giebel befindet sich ein Relief, das die weibliche und männliche Personifikation von Kunst und Handwerk darstellt. Neben dem Eckerker zeigt ein Mosaik die personifizierte Baukunst mit Säule, Winkeleisen und Kathedralgrundriss. Das Stiegenhaus enthält eine Marmortreppe mit Schmiedeeisengeländer und plastischen Stuckdekor. | BDA-Hist.: Q38077403 Status: Bescheid Stand der BDA-Liste: 2025-06-30 Name: Retterhaus GstNr.: 960/3, 960/6 Retterhaus, Innsbruck |
| ja BW | Datei hochladen | Wohn- und Geschäftshaus HERIS-ID: 39686 Objekt-ID: 39459 TKK: 69031                                                             | Sonnenburgstraße 2 Standort KG: Wilten               | | BDA-Hist.: Q37990550 Status: Bescheid Stand der BDA-Liste: 2025-06-30 Name: Wohn- und Geschäftshaus GstNr.: 872/2 Sonnenburgstraße 2, Innsbruck |
| ja BW | Datei hochladen | Brunnen HERIS-ID: 87284 Objekt-ID: 101678 TKK: 69029                                                                            | bei Sonnenburgstraße 9 Standort KG: Wilten           | Der im Volksmund „Salz- und Pfefferbüchsel-Brunnen“ genannte Brunnen aus Trientiner Kalkstein wurde 1886 errichtet und stand ursprünglich auf dem Bahnhofsplatz. 1905 wurde er an seinen heutigen Standort in der Mitte des Platzes an der Kreuzung Sonneburgstraße/Stafflerstraße versetzt. Er besteht aus zwei ovalen Muschelbecken über geschwungenem Fuß, die durch einen geböschten Sockel verbunden sind. Der geschweifte Volutenaufsatz wird von verschlungenen Fischen bekrönt. Am Sockel sind die Wappen von Innsbruck und Wilten und die Jahreszahl 1886 eingemeißelt. | BDA-Hist.: Q37719280 Status: § 2a Stand der BDA-Liste: 2025-06-30 Name: Brunnen GstNr.: 1871 |
| ja BW | Datei hochladen | Wohnhaus HERIS-ID: 45353 Objekt-ID: 46647 TKK: 69041                                                                            | Sonnenburgstraße 13 Standort KG: Wilten              | | BDA-Hist.: Q38015312 Status: Bescheid Stand der BDA-Liste: 2025-06-30 Name: Wohnhaus GstNr.: 789 |
| ja BW | Datei hochladen | Ansitz Sonnenburg HERIS-ID: 67026 Objekt-ID: 79948 TKK: 31334                                                                   | Sonnenburgstraße 14 Standort KG: Wilten              | | BDA-Hist.: Q38115278 Status: Bescheid Stand der BDA-Liste: 2025-06-30 Name: Ansitz Sonnenburg GstNr.: 801 Ansitz Sonnenburg |
| ja BW | Datei hochladen | Miethaus HERIS-ID: 56037 Objekt-ID: 64997 TKK: 69042                                                                            | Sonnenburgstraße 15 Standort KG: Wilten              | | BDA-Hist.: Q38069625 Status: § 2a Stand der BDA-Liste: 2025-06-30 Name: Miethaus GstNr.: 790 |
| ja BW | Datei hochladen | Wohn- und Geschäftshaus HERIS-ID: 80280 Objekt-ID: 93998 TKK: 35617                                                             | Speckbacherstraße 23 Standort KG: Wilten             | | BDA-Hist.: Q38173159 Status: Bescheid Stand der BDA-Liste: 2025-06-30 Name: Wohn- und Geschäftshaus GstNr.: 960/5 |
| ja    | Datei hochladen | Miethaus HERIS-ID: 33367 Objekt-ID: 30807 TKK: 69262                                                                            | Stafflerstraße 21 Standort KG: Wilten                | Das viergeschoßige Wohnhaus wurde 1901 vom Baumeister Anton Fritz errichtet, der auch darin wohnte. Die neugotische Fassade weist seichte Risalite in den äußeren Achsen und einem breiten Polygonalerker in der Mittelachse auf. Unter dem Erker befindet sich ein Spitzbogenportal, das von schlanken Säulen flankiert wird. Die Fenster werden im ersten Obergeschoße von Spitzbogen, im zweiten Obergeschoß von Kielbogenrahmen mit Kreuzblumen eingefasst. Die Fensterlünetten und Brüstungen sind mit Fischblasen dekoriert. Im Inneren findet sich im Foyer und im Treppenhaus ein spiralenartig geschmiedetes Geländer. | BDA-Hist.: Q37951786 Status: Bescheid Stand der BDA-Liste: 2025-06-30 Name: Miethaus GstNr.: 827/1 |
| ja    | Datei hochladen | Wegkreuz beim „Hangenden Schrofen“ HERIS-ID: 86698 Objekt-ID: 101019 TKK: 69282                                                 | Viller Berg Standort KG: Wilten                      | Das Wegkreuz mit Satteldach ist über der Igler Straße an einem Felsen befestigt. Das Kruzifix mit Corpus im Viernageltypus stammt aus dem 19. Jahrhundert. | BDA-Hist.: Q37716651 Status: § 2a Stand der BDA-Liste: 2025-06-30 Name: Wegkreuz beim „Hangenden Schrofen“ GstNr.: 1798 |
| ja    | Datei hochladen | Viller Kreuz am Fußweg zur Poltenhütte HERIS-ID: 98874 Objekt-ID: 114859 TKK: 69283                                             | Viller Berg Standort KG: Wilten                      | Das große Wegkreuz mit Satteldach und lebensgroßem Corpus im Dreinageltypus stammt vom Anfang des 19. Jahrhunderts. | BDA-Hist.: Q37772866 Status: § 2a Stand der BDA-Liste: 2025-06-30 Name: Viller Kreuz am Fußweg zur Poltenhütte GstNr.: 1797 |
| ja    | Datei hochladen | Bauernhaus Lemmenhof HERIS-ID: 39687 Objekt-ID: 39460 TKK: 69284                                                                | Viller Berg 3d Standort KG: Wilten                   | Der Hof wurde 1305 als Gut Pfaffenwart des Stiftes Wilten erstmals erwähnt, später nach den jeweiligen Besitzern Rainer-, Coreth- und Lemmenhof benannt. 1809 diente er in der vierten Schlacht am Bergisel als Quartier der Freiheitskämpfer und wurde weitgehend zerstört. Er wurde in biedermeierlicher Form wieder aufgebaut und um 1978 stilgetreu erneuert. Der zweigeschoßige Mauerbau weist ein Walmdach mit unter dem Dach umlaufender Hohlkehle auf. Die Fenster sind mit Durchsteckgittern und einfachen Faschenrahmen versehen, an der Westseite befindet sich die segmentbogige Haustür mit steinernem Gewände. An der Giebelfassade befinden sich Fresken Maria mit Kind und hl. Wolfgang von 1979. | BDA-Hist.: Q37990560 Status: Bescheid Stand der BDA-Liste: 2025-06-30 Name: Bauernhaus Lemmenhof GstNr.: 1310/1 |
| ja    | Datei hochladen | Lemmenhofkapelle HERIS-ID: 61607 Objekt-ID: 74029 TKK: 20062                                                                    | westlich von Viller Berg 3d Standort KG: Wilten      | Die Kapelle des Lemmenhofs überstand anders als dieser die Kämpfe 1809. Sowohl das Portal als auch die beiden seitlichen Fenster sind segmentbogig geschlossen. Die Außenwände der Kapelle sind durch Putzbänder entlang von Traufe und Giebel, durch eine ortsteinartige Gliederung der Gebäudekanten sowie durch leicht eingetiefte, geometrisch strukturierte Putzfelder gestaltet. An der Südseite erinnert der in den 1960er Jahren von Claudius Molling gemalte Tiroler Adler an den Tiroler Freiheitskampf. Das durch ein Gitter und eine Glasscheibe abgeschlossene, tonnengewölbte Innere ist weitgehend schmucklos. Das Altarbild aus der 2. Hälfte des 17. Jahrhunderts zeigt die Kreuzigung mit Maria und Johannes. | BDA-Hist.: Q38096539 Status: Bescheid Stand der BDA-Liste: 2025-06-30 Name: Lemmenhofkapelle GstNr.: 1308 Lemmenhofkapelle |
| ja    | Datei hochladen | Fußgängerbrücke, Eiserner Steg in der Sillschlucht HERIS-ID: 86688 Objekt-ID: 101007 TKK: 69027                                 | bei Viller Berg Standort KG: Wilten                  | Die Fußgängerbrücke über die Sill in der Sillschlucht wurde 1909 errichtet. Sie ist als Fachwerkbrücke ohne oberen Querverband konstruiert, der Fußgängersteg ist mit Brettern ausgelegt. | BDA-Hist.: Q37716541 Status: § 2a Stand der BDA-Liste: 2025-06-30 Name: Fußgängerbrücke, Eiserner Steg in der Sillschlucht GstNr.: 1887 |
| ja    | Datei hochladen | Kunst-am-Bau an Volksschule und Kindergarten Sieglanger HERIS-ID: 90314 Objekt-ID: 104999 TKK: 69290                            | Weingartnerstraße 26 Standort KG: Wilten             | Das Sgraffito wurde 1953 von Walter Honeder geschaffen. | BDA-Hist.: Q37746409 Status: § 2a Stand der BDA-Liste: 2025-06-30 Name: Kunst-am-Bau an Volksschule und Kindergarten Sieglanger GstNr.: 1635, 1626/3 Volksschule und Kindergarten Sieglanger |
| ja    | Datei hochladen | Kath. Pfarrkirche Maria am Gestade und Pfarrhof HERIS-ID: 56056 Objekt-ID: 65027 TKK: 69292                                     | Weingartnerstraße 44 Standort KG: Wilten             | Nachdem 1933/34 die Sieglangersiedlung und nach 1945 sowohl die Mentlberg- als auch die Klosterangersiedlung entstanden, bot die Mentlberg-Schlosskapelle zu wenig Platz, weshalb nach einer Baracken-Notkirche (1957) im Jahre 1961 nach Plänen von Architekt Karl Rappold die Pfarrkirche Maria am Gestade in der Gestalt einer vom Glockenturm überhöhten Zeltkirche neu errichtet worden ist. Besondere Erwähnung verdienen die bunte Betonglaswand von Max Weiler sowie der Kreuzweg von Oswald Kollreider und der Hochaltar von Rudolf Millonig. Der Tabernakel wurde von Rudolf Wach geschaffen, Pietà und Kreuzigung von Hans Pontiller. | BDA-Hist.: Q1896436 Status: § 2a Stand der BDA-Liste: 2025-06-30 Name: Kath. Pfarrkirche Maria am Gestade und Pfarrhof GstNr.: 1604/1 Maria am Gestade (Innsbruck) |
| ja    | Datei hochladen | Mittenwaldbahn – Karwendelbrücke HERIS-ID: 59991 Objekt-ID: 71735 TKK: 67701                                                    | Karwendelbögen 35 Standort KG: Wilten                | Die Karwendelbrücke der Mittenwaldbahn über den Inn wurde 1911 nach Plänen von Josef Riehl errichtet. Sie überspannt den Fluss mit einem Pfeiler und zwei Feldern mit 48,5 m Stützweite. Das genietete Stahltragwerk ist ein Rautenfachwerk mit Pfosten. Oben verläuft die offene Fahrbahn, in der unteren Ebene ein Fußgängersteg. Die Brücke verbindet die Katastralgemeinden Hötting und Wilten. | BDA-Hist.: Q38089512 Status: Bescheid Stand der BDA-Liste: 2025-06-30 Name: Mittenwaldbahn – Karwendelbrücke GstNr.: 1909, 1910 Mittenwaldbahn - Karwendelbrücke |
| ja BW | Datei hochladen | Mittenwaldbahn – Brücke Völser Straße HERIS-ID: 81812 Objekt-ID: 95603 TKK: 116291                                              | Karwendelbögen 33 Standort KG: Wilten                | Die ursprüngliche Brücke der Mittenwaldbahn über die Völser Straße (Innrain) wurde im Zuge des Bahnbaus um 1911 errichtet. Die heutige Brücke stammt von 1952. | BDA-Hist.: Q38176713 Status: Bescheid Stand der BDA-Liste: 2025-06-30 Name: Mittenwaldbahn – Brücke Völser Straße GstNr.: 1909, 1910 Mittenwaldbahn - Brücke Völser Straße |
| ja    | Datei hochladen | Mittenwaldbahn – Inntalviadukt HERIS-ID: 81811 Objekt-ID: 95602 TKK: 116292                                                     | Karwendelbögen 17 Standort KG: Wilten                | Der rund 230 m lange und aus 35 Bögen bestehende Viadukt der Mittenwaldbahn wurde 1910/11 errichtet. Die Bögen mit einer lichten Weite von 6 m bestehen aus unbewehrtem Stampfbeton. 16 Bögen, die das Ende ihrer Lebensdauer erreicht haben, werden 2022 in Fertigteilbauweise erneuert, wobei die Gewölbe wiederhergestellt werden. | BDA-Hist.: Q38176704 Status: Bescheid Stand der BDA-Liste: 2025-06-30 Name: Mittenwaldbahn – Inntalviadukt GstNr.: 1909 Karwendelbögen |
| ja BW | Datei hochladen | Mittenwaldbahn – Brücke Egger-Lienz-Straße HERIS-ID: 11753 Objekt-ID: 7867 TKK: 116286                                          | Karwendelbögen 1, bei Standort KG: Wilten            | Die Brücke der Mittenwaldbahn über die Egger-Lienz-Straße wurde um 1911 als Stahlfachwerkbrücke errichtet. Sie wurde 1980 durch einen Neubau mit einem rund 70 m langen Stahlbetontragwerk ersetzt. | BDA-Hist.: Q38111689 Status: Bescheid Stand der BDA-Liste: 2025-06-30 Name: Mittenwaldbahn – Brücke Egger-Lienz-Straße GstNr.: 1909 |